# مارسالا
شهر  مارسالا (به ایتالیایی: Marsala) با جمعیت ۸۲٬۵۱۴ نفر  در ناحیه سیسیل در کشور ایتالیا واقع شده‌است.